# 益姓
益姓（益 古音：yeik 伊昔切）是中文姓氏之一，在《百家姓》中排第406位。据统计全国益姓人口5000人不到，在现代他是极罕见的姓氏。

## 起源
益姓有两种来源：
1. 出自嬴姓，以字为氏。据《元和姓纂》中的记载，伯益的后代中有以祖先的字为氏的。
2. 以地名为氏。古时成阳郡有益都县，当地居民之中有人以地名为氏，是为益氏。

## 郡望
- 冯翊郡：三国曹魏改左冯翊为冯翊郡。今为陕西大荔一带。

## 延伸阅读
[在维基数据编辑]
 《百家姓》
 《欽定古今圖書集成·明倫彙編·氏族典·益姓部》，出自陈梦雷《古今圖書集成》